# Odontochodaeus lineipunctatus
Odontochodaeus lineipunctatus är en skalbaggsart som beskrevs av Leon Fairmaire 1903. Odontochodaeus lineipunctatus ingår i släktet Odontochodaeus och familjen Ochodaeidae. Inga underarter finns listade i Catalogue of Life.